# Flecha Valona 2004
La Flecha Valona 2004 se disputó el miércoles 21 de abril, y supuso la edición número 68 de la carrera. El ganador fue el italiano Davide Rebellin. El también italiano Danilo Di Luca y el alemán Matthias Kessler completaron el podio, siendo respectivamente segundo y tercero.

## Clasificación final
| Pos. | Ciclista            | Equipo          | Tiempo   |
| ---- | ------------------- | --------------- | -------- |
| 1    | Davide Rebellin     | Gerolsteiner    | 4h31'33" |
| 2    | Danilo Di Luca      | Saeco           | a 3"     |
| 3    | Matthias Kessler    | T-Mobile        | a 9"     |
| 4    | Michele Scarponi    | Domina Vac.     | a 12"    |
| 5    | Aleksandr Vinokurov | T-Mobile        | a 16"    |
| 6    | Andreas Klöden      | T-Mobile        | a 18"    |
| 7    | Frank Vandenbroucke | Mr Bookmaker    | s.t.     |
| 8    | Marcos Serrano      | Liberty Seguros | s.t.     |
| 9    | Markus Zberg        | Gerolsteiner    | a 20"    |
| 10   | Manuel Beltrán      | US Postal       | s.t.     |